# ادی کیهیل
ادی کیهیل (انگلیسی: Eddie Cahill؛ زادهٔ ۱۵ ژانویهٔ ۱۹۷۸) یک هنرپیشه اهل ایالات متحده آمریکا است. او چند قسمت نیز به عنوان مهمان در سریال دوستان ایفا نقش پرداخته.
او در فیلم حلقه زمان بازی کرده است.